# 苏珊·贡纳松
苏珊·贡纳松（瑞典語：Susanne Gunnarsson，1963年9月8日—），瑞典女子皮划艇运动员。她曾代表瑞典参加1984年、1988年、1992年和1996年夏季奥林匹克运动会皮划艇比赛，共获得一枚金牌和二枚银牌。